# Elsterstausee Bösdorf
Der heute ausgetrocknete Elsterstausee Bösdorf (auch Stausee Bösdorf, regional meist nur Elsterstausee oder kurz Stausee) liegt an der südlichen Stadtgrenze von Leipzig in Sachsen, westlich des Cospudener Sees.

## Geschichte
Der Stausee wurde in den Jahren 1933 bis 1935 östlich der Orte Hartmannsdorf und Bösdorf angelegt; er war damals etwa 1800 Meter lang und 800 Meter breit. Als Absperrbauwerk dient ein Erddamm. Er wurde vom seit dem Mittelalter bestehenden Elstermühlgraben gespeist, der bis in die 1970er Jahre den Hauptteil des Elsterwassers führte. Anfänglich diente der See außerdem zur Fischzucht, ab 1950 auch zu Erholungszwecken.
Baubeginn war im Juli 1933. Bauträger war die Stadt Leipzig. Bauplanung und Bauoberleitung lagen bei der Sächsischen Wasserbaudirektion Dresden, Baudurchführung beim Staatlichen Neubauamt Elsterregelung Leipzig.
Bei Fertigstellung 1935 hatte der Stausee eine Länge von 1700 m und Breite bis zu 700 m bei einer Gesamtgröße von 100 ha. Die Wassertiefe nahm von Süd nach Nord von 1,5 m auf 3,5 m zu.
Mit dem Bau des Stausees und seiner Nebenanlagen sollten folgende Aufgaben gelöst werden:
- Regelung des damals „verwilderten“ Elsterlaufes und damit Verhinderung weiterer großer Uferabrisse und Verringerung der Geschiebeführung. Die Regelung erstreckte sich auf 2,8 km, der Flusslauf wurde um etwa einen Kilometer verkürzt.
- Zurückhaltung des besonders bei Hochwasser von der Elster mitgeführten Geschiebes (Kies und Sand) und der absetzbaren Schwebestoffe (Schlamm) in einem oberhalb des Stausees in die Elster eingeschalteten Absetzbecken. Das Becken war 4,5 ha groß und 5,5 m tief in das Gelände eingeschnitten. Das Elsterflutbecken sollte dadurch von den laufend zu beseitigenden Absetzmassen entlastet werden.
- Biologische Reinigung des Elstermühlgrabenwassers im Stausee durch natürliche Einwirkung.

Die biologische Reinigung war insbesondere erforderlich, da die in die Elster eingeleiteten Haus- und gewerblichen Abwässer zu einer so starken Verschmutzung geführt hatten, dass eine natürliche Selbstreinigung des Gewässers nicht mehr möglich war.
Im Stausee nimmt das Wasser auf der Fläche Sauerstoff auf, im Wasser entwickelt sich eine Kleinlebewesenwelt, die die im Wasser befindlichen gelösten und ungelösten Schmutzstoffe zum größten Teil abbaut. Spaltpilze, Kieselalgen, Geißeltierchen, Rädertierchen, Wasserflöhe, Würmer, Schnecken und Insektenlarven sind dabei Beginn einer Nahrungskette, die zur Fütterung der eingesetzten Fische dient. Bis 1936 wurden ca. 100.000 Karpfen, Schleie und Aale eingesetzt.

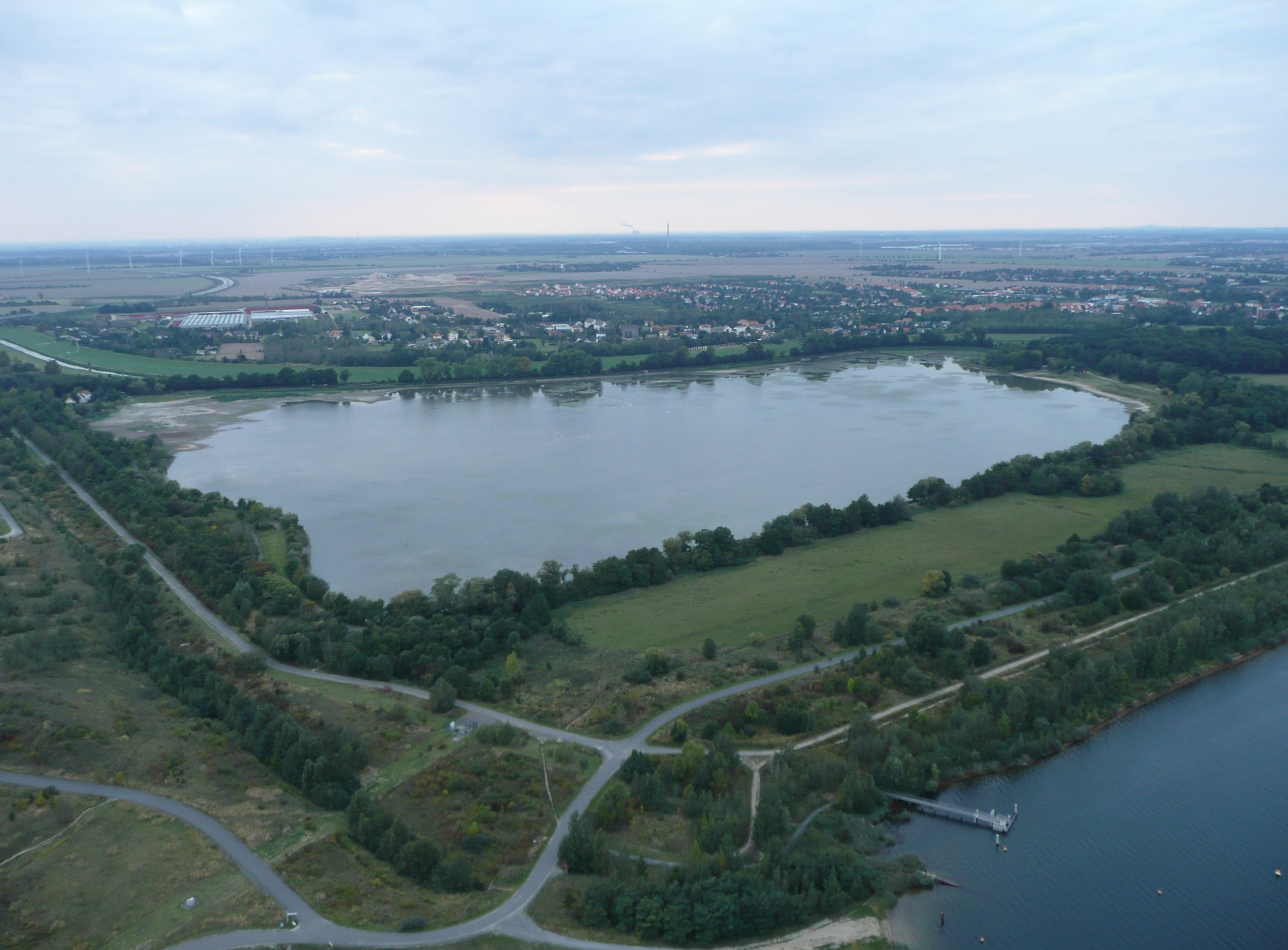
Luftaufnahme Richtung Westen (2008)

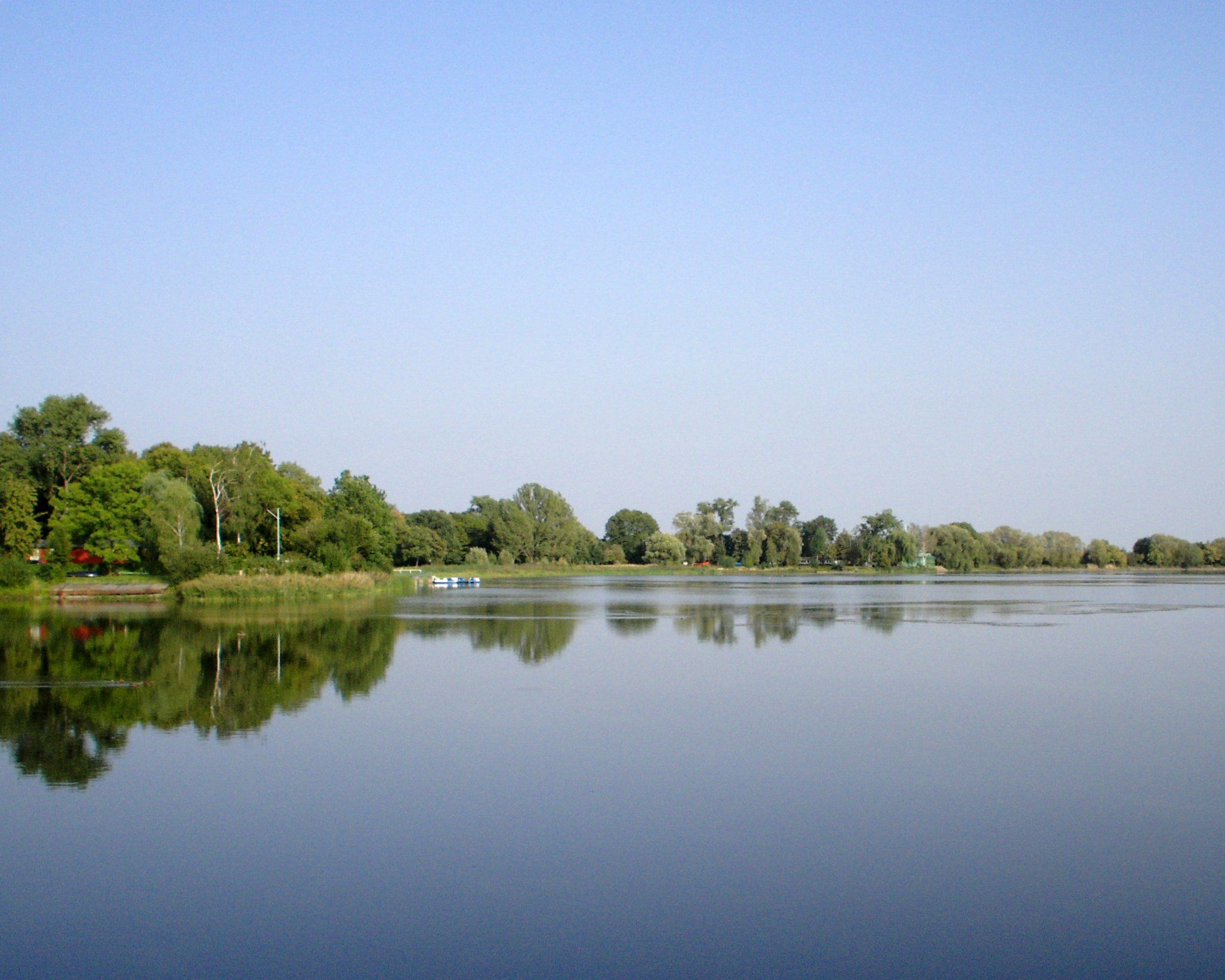
Der Elsterstausee 2006

Der Stausee ist nicht wie das Absetzbecken in das Gelände eingeschnitten, sondern auf das anstehende Wiesengelände aufgesetzt worden. Die im Mittel 2,5 m hohen Einfassungsdämme wurden aus den beim Aushub des Absetzbeckens und der Flussregulierung gewonnenen Massen (ca. 500.000 Kubikmeter) geschüttet. Die Dichtung der Dämme erfolgte mittels einer eingewalzten Lehmschürze, die gegen Wellenschlag durch eine 12 cm starke Betonplatte geschützt ist. Die gesamte Sohle des Stausees ist abgedichtet worden. Der frühere Elsterlauf wurde mit Lehmmassen verfüllt und eingewalzt.
Zwischen 1976 und 1982 wurde der Stausee für die Ausbreitung des Braunkohlentagebaus Zwenkau verkleinert, dabei wurde mittels eines Dammes die südliche Hälfte abgetrennt. Seitdem lag der Wasserspiegel höher als der der vorbeifließenden Weißen Elster, aus der ständig Wasser hochgepumpt wurde. Der Staudamm wurde 1998 saniert.

## Gegenwart

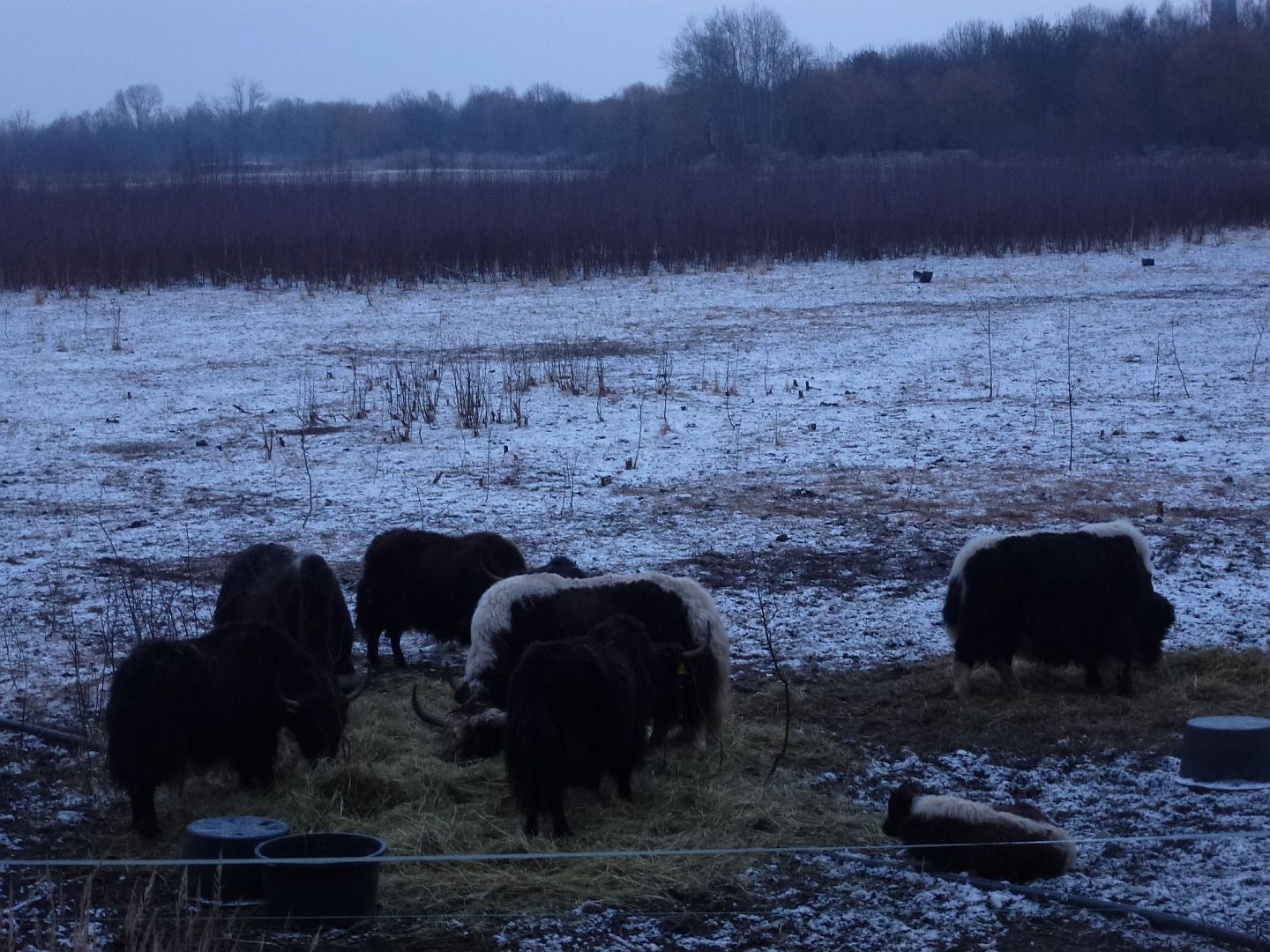
Wisente im ausgetrockneten Stausee

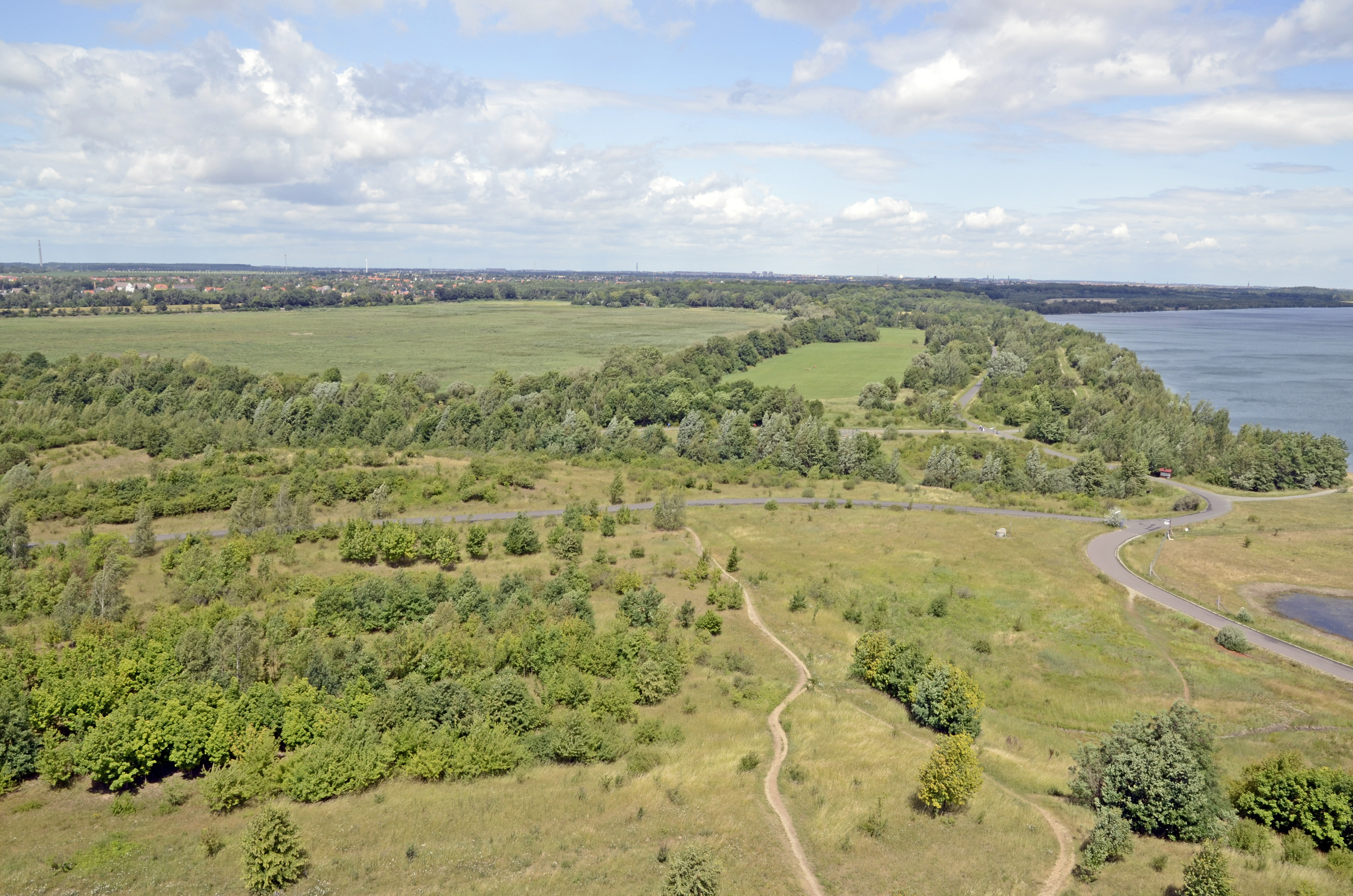
Der ausgetrocknete Elsterstausee 2011 oben links

Bis 2009 wurde der Stausee zur Erholung genutzt, unter anderem zum Baden, Segeln und Ruderbootfahren. Er war einer der wenigen Seen in Deutschland, die zum Eissegeln geeignet waren.
Die Sohle des Sees war seit etwa 2005 undicht, so dass der Wasserspiegel absank bzw. nur mit großen Aufwand stabil gehalten werden konnte. Im Sommer 2009 war er fast vollständig ausgetrocknet. Im Juni 2009 beschloss der Leipziger Stadtrat, den Elsterstausee zu retten, falls das wirtschaftlich vertretbar sei. Er beauftragte hierzu ein Gutachten, das im Frühjahr 2010 abgeschlossen wurde. Dort werden verschiedene Varianten zur Rettung des Sees beschrieben. Im Herbst 2010 schloss die Stadt Leipzig einen fünf Jahre gültigen Pachtvertrag ab. Damit sollten auf dem Seegrund weidende Schafe eine Verwaldung des Gebiets verhindern.
Mit Beschluss der Ratsversammlung vom 12. April 2017 wurde der Status des Elsterstausees als Gewässer/Stauanlage nach §§ 67 und 68 des Sächsischen Wassergesetzes aufgegeben. Die Seesohle soll zukünftig demnach vor allem der Landschaftspflege und der Pflege der Hochwasserschutzanlagen der Weißen Elster dienen. Das Umfeld des Sees soll als extensives Erholungsgebiet entwickelt werden.